# Unión por Cambre

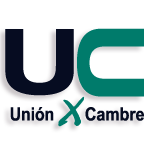
Logo de UxC

Unión por Cambre (UxC) es una agrupación política con base en el municipio de Cambre, en lo que se denomina como el cinturón metropolitano de La Coruña, en Galicia.

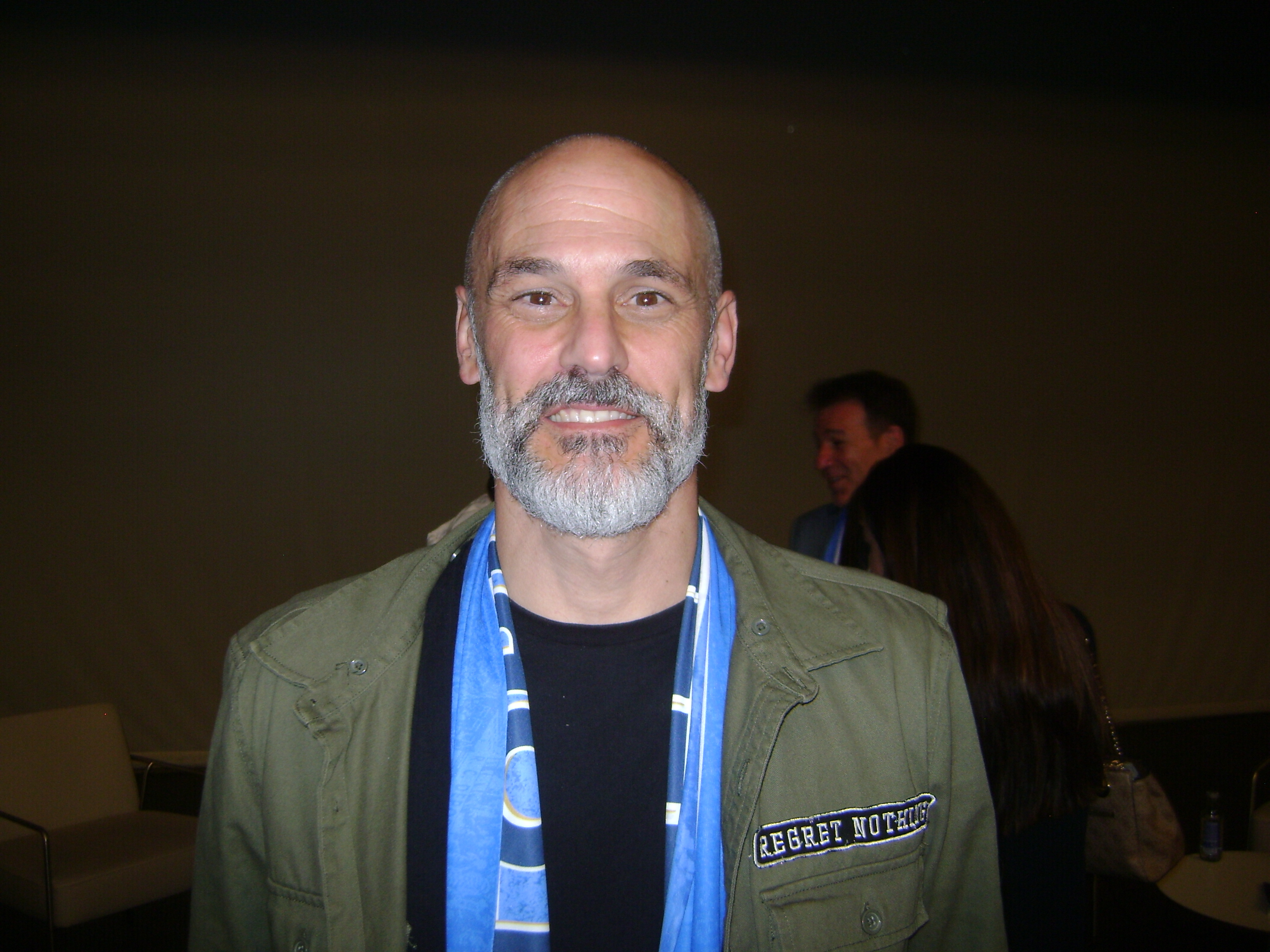
Dani Mallo es concejal por el partido.

El partido toma su ideario de los valores democráticos inspirados por otros partidos políticos independientes de carácter ciudadano y vecinal.
Actualmente gobierna en el municipio de Cambre con 7 concejales en el pleno, siendo la alcaldesa María Pan.